# Кей-Кавус (мифология)

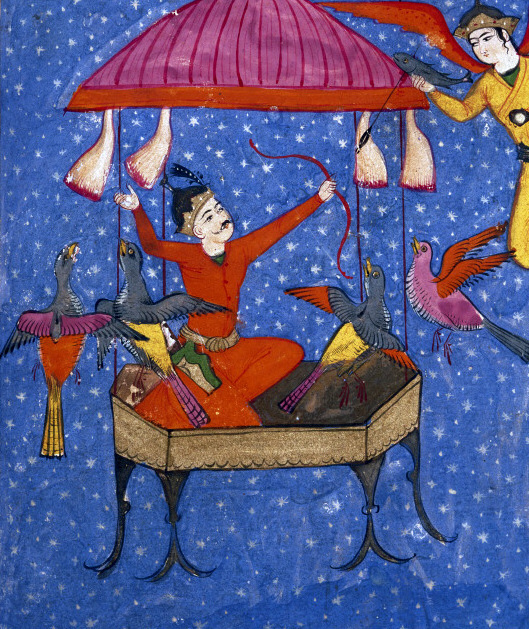
Полёт Кей-Кавуса, упоминаемый в Авесте

Кей-Кавус (авест. Кави Усан; ср.-перс. Кей-Ус или Кай Ус; фарси Кай Кавус или Кей-Кавус; тадж. Кай-Ковус) — мифический царь древнего Ирана. Играет по отношению к иранским витязям (фарси:«пехлеванам» - "богатырям") ту же роль, какую в русских былинах играет Владимир Красное Солнышко по отношению к русским богатырям.
Значительная (и выдающаяся в поэтическом отношении) часть эпоса "Шахнаме" Фирдоуси посвящена царствованию Кей-Кавуса.

## В Авесте
Кави Усан упомянут третьим в перечне Кавиев. Говорится, что он приносил в жертву Ардвисуре на горе Эрзифья 100 коней, 1000 быков и 10000 овец, и просил её об удаче, чтобы стать наивысшим властителем, и богиня вняла его мольбам. Благодаря перу птицы Варагн Кави-Усан владел, по выражению «Варахран-яшта», силой жеребца, верблюда и реки.
В «Судгар-наске» Авесты говорилось о его неудачном полёте на небо.

## В среднеперсидских источниках
Кай Кавус — сын Кай Апивеха и внук Кай Кавата, отец Сиявахша и дед Кай Хосрова. Он назван последним в списке братьев по «Бундахишну», но «Денкард» именует его старшим из братьев (как и Фирдоуси) и обладателем хварно.
«Суждения духа разума» упоминают, что Ормазд создал Кавуса бессмертным, а Ариман изменил это. В том же тексте отмечается, что основной пользой от Кавуса было то, что от него родился Сиявуш, хотя тот совершил и много других деяний; и что Кавус был среди правителей, которые получили силу и мощь от богов, но не пришли к вере, ибо у них было мало разума.
Кай Кавус правил 75 лет, «пока не отправился на небо», и ещё 75 лет после этого — итого 150 лет. «Тропой Кай Уса» называют Млечный путь.
По пехлевийским источникам, дэвы во главе с Аэшмой внушили царю гордыню, и он решил подняться на небо по склону горы Хугар, но неудачно, и теряет фарн. Когда Кай Ус покаялся, Ормазд вернул ему царство, но тот вновь решил достичь небес, на этот раз «подобно птице» (подробностей источники не сообщают). Ормазд решает покарать его и посылает Нерйосанга, но тот благодаря заступничеству фраварти ещё не родившегося Кай Хосрова щадит Кай Уса.
«Денкард» рассказывает, что во времена Кай Уса жил бык, который показал истинную границу между Ираном и Тураном. Нарушив границу, туранцы были побеждены. Тогда они своим колдовством затемнили разум Кай Усу, и тот приказал воину Срито убить быка. Тогда бык заговорил человеческим голосом и попросил не убивать его, упомянув имя Зардушта. Воин вернулся к царю и сообщил об услышанном, но царь повторил приказ, и бык был убит.
По описанию «Бундахишна», Кай Ус воздвиг себе здания на Альбурзе. Во дворце из золота он поселился, два здания из хрусталя использовал как конюшни, а ещё два из стали — для стад, ещё два дворца были из серебра. Во дворце были источники, дающие бессмертие, испив из которых, старик становился юношей 15 лет.
Однако появились злобные дэвы, которые смутили мысли Кай Уса, и он решил начать войну с небом, однако рухнул вниз, и хварно покинуло его. Дэвы разорили землю и обманом заточили знатных людей в земле Шамбаран. К власти над Эраншахром пришёл араб Зайнигав, который убивал многих людей ядом своих глаз. Иранцы призвали Фрасияга, и Даштун убил Зайнигава, правил Эраншахром и переселил многих людей оттуда в Туркестан, разорив Эраншахр. Наконец Ротастахм пришёл из Сигистана, пленил людей Шамбарана, освободил Кай Уса и других иранцев, после чего разбил Фрасияга у Исфахана и изгнал его из Ирана.
Фрасияг вновь привёл свою армию, и в битву вступил Кай Сиявахш, однако из-за жены Кай Уса Сутавих он покинул Эраншахр.

## Образ в Шахнаме
Кей-Кавус — царь Ирана, старший сын и наследник Кей-Кобада, муж Судабе, отец Сиавуша, Фериборза и Ривниза, дед Кей-Хосрова и Форуда.
Кей-Кавус, чьё правление длилось 150 лет, изображен в поэме Фирдоуси правителем слабым, однако способным на искреннее раскаяние.
Кей-Кавус восходит на трон после долгого мирного правления Кей-Кобада, выслушав от отца предсмертное наставление.

### Поход вМазендеран
Некий див, приняв обличье певца, соблазняет Кей-Кавуса вторгнуться в Мазендеран, чтобы прославить своё имя небывалой победой. Витязи отговаривают царя и просят Заля переубедить его. Заль увещевает Кавуса, но царь непреклонен.
Кавус с войском выступает в поход, но иранцы попадают в плен к Белому диву, их заточают в темницу, а всех пленников к тому же поражает слепота. Кавус отправляет послание Залю и Ростему, прося их о помощи.
Ростем с помощью наставлений Заля преодолевает шесть препятствий, убивает дива Эрженга, после чего находит Кавуса, и тот инструктирует Ростема перед последней битвой. Седьмым подвигом Ростема становится его победа над Белым дивом, чья кровь возвращает зрение иранским героям.
Кавус восседает на трон и шлет послание царю Мазендерана, отправляя с ним Ростема. Затем происходит битва между войском Кавуса и мазендеранцами. Благодаря подвигам Ростема мазендеранцы побеждены, их царь-колдун убит, а проводник Ростема Авлад за заслуги пожалован царём Мазендерана. Кавус возвращается в Иран и за подвиги жалует Ростему город Нимруз, а Гудерзу — Исфаган.

### Поход в Хамаверан
Кавус ищет новых подвигов, и его войско одерживает победу над Берберией. Кавус посещает в гостях Заля, после чего иранская армия в новом походе побеждает войско Хамаверана (в Аравии) и ещё две армии. Кавус сватается к Судабе, дочери хамаверанского царя, и тот вынужден отправить царевну к жениху.
Однако царю Хамаверана удаётся взять в плен иранцев, после чего Кавуса, Судабе и витязей заточают в крепости. В это время войско туранского царя Афрасиаба вторгается в Иран и достигает успехов.
Ростем выступает в поход спасать царя и, разбив соединённые армии Мисра (Египта), Берберии и Хамаверана, пленит царя Шама. Побеждённый просит мира, освобождает Кавуса и витязей. Кавус шлёт послания кейсеру Рума и Афрасиабу и получает от последнего ответ.
Ростем и Кавус выступают в поход, их сопровождают берберы и арабы. Туранцы разгромлены.

### Вознесение на небо
Кавус правит благополучно, благоустраивает страну, воздвигает себе дворец на Эльборзе.
Однако див, приняв облик юноши, даёт Кавусу совет, как можно долететь до неба. Царь приказывает привязать к трону четырёх голодных орлов, которые должны тянуться к мясу, привязанному над их головами, и взлетать всё выше и выше. Однако план не удался: орлы выбились из сил, и трон упал в глухой чаще Амола.
Иранские богатыри во главе с Ростемом отправляются на поиски и находят царя. Гудерз стыдит Кавуса за безрассудство, и царь раскаивается в своих действиях.

### Сказание оСохрабе
Юный богатырь Сохраб вторгается в Иран. Военачальник Гождехем отправляет Кавусу послание, прося о помощи. Кавус шлёт послание Ростему, приказывая ему немедленно выступить на войну. Однако Ростем, получив приказ, несколько дней пирует с Гивом, а лишь потом выезжает в столицу.
Кавус недоволен задержкой и в гневе приказывает Тусу повесить Ростема и Гива. Ростем гневается и уезжает. Гудерз обращается к Кавусу и переубеждает его, после чего царь меняет своё решение. Гудерз догоняет Ростема и просит его вернуться, после чего Кавус просит прощения у великого воина.
Войско Кавуса и Ростема выступает в поход. Сохраб совершает ряд подвигов, но Ростем сражает его, и лишь после этого узнаёт, что Сохраб — его сын. Ростем через Гудерза просит у Кей-Кавуса имеющееся у царя целебное снадобье, которое способно исцелять даже смертельно раненных, но Кавус отказывает, вспомнив их ссору и убоявшись, что вместе с Сохрабом Ростем станет неодолим. Ростем оплакивает умершего Сохраба, а Кавус утешает его.

### Сказание оСиавуше
Однажды Тус, Гудерз и Гив находят в роще девушку, которая бежала от своего отца (она оказывается туранкой, внучкой Герсивеза). Богатыри спорят, кому она достанется, и приводят её к царю, Кавус же, увидев её красоту, забирает девушку себе в гарем. У них рождается сын Сиавуш, который воспитывается у Ростема в Забулистане.
Когда Сиавуш вырастает, он прибывает ко двору отца. Жена Кавуса Судабе влюбляется в юношу и пытается соблазнить его. Она сперва просит у Кавуса разрешения для Сиавуша навестить его, затем советует женить юношу. Наконец Судабе, отвергнутая Сиавушем, обвиняет того в том, что он пытался её соблазнить. Кавус допрашивает Судабе и убеждается, что она лжёт.
Судабе вторично клевещет на Сиавуша, утверждая, что он стал причиной её выкидыша, и предъявляя тело мёртвого младенца. Кавус привлекает для расследования дела астрологов в качестве экспертов, допрашивает колдунью, которая помогала Судабе, и выясняет, что жена лжёт.
Тем не менее он решает устроить для Сиавуша испытание, которое тот успешно проходит, проскакав невредимым через огонь. Кавус готов казнить Судабе, но Сиавуш просит отца помиловать её. Проходит некоторое время, и царь опять охвачен любовью к Судабе.
Войско Афрасиаба вновь нападает на Иран, и Кавус по просьбе сына отправляет его в поход. В письме отцу Сиавуш сообщает о победе, одержанной им у Балха. Сиавуш заключает с Афрасиабом договор и берёт у туранцев 100 человек в качестве заложников, после чего отправляет Ростема с посланием к отцу.
Кавус гневается, считая, что успехи иранцев недостаточны, и приказывает казнить заложников и возобновить военные действия. Когда Ростем выражает недовольство приказом, Кавус отсылает его в Систан и назначает полководцем Туса, отправив Сиавушу письмо с приказом. Сиавуш, не желая выполнять его, переходит на сторону туранцев, объяснив свой поступок в письме отцу.

### Месть за Сиавуша
В конце концов (см. подробнее в статье Сиавуш) Сиавуш убит по приказу Афрасиаба. Узнав об этом, Кавус оплакивает его вместе с вельможами, зверями и птицами. Ростем приезжает к Кей-Кавусу, клянется отомстить за смерть Сиавуша, убивает Судабе и выступает в поход. В упорных боях (особенно благодаря Ростему) иранцы одерживают победу, Афрасиаб бежит к морю Чин, а Ростем становится царём Турана, где правит 7 лет.
Наконец Ростем с добычей возвращается в Парс к Кавусу. Афрасиаб вновь занимает туранский престол, после чего вторгается в Иран и разоряет его. Из-за бездождия в Иране наступает семилетняя засуха.

### Воцарение Кей-Хосрова
Наконец богатырь Гив привозит из Турана юного Кей-Хосрова (сына Сиавуша) вместе с его матерью Ференгис (дочерью Афрасиаба). Кавус встречает внука и беседует с ним, после чего жалует Гиву Рей, Кум, Хорасан и Исфаган.
В замке в Истахре вельможи возводят на трон Кей-Хосрова, однако Тус считает, что царём должен быть Фериборз (сын Кей-Кавуса), и ссорится с Гудерзом. Кей-Кавус предлагает им испытать обоих претендентов на трон, предложив им захватить крепость Бехман. Войску Фериборза это не удаётся, а Кей-Хосров возвращается с победой. Фериборз и Тус признают его власть, и Кей-Кавус возводит внука на престол.
Кей-Кавус удаляется от дел правления, и дальнейшие упоминания о нём эпизодичны. Кавус и Хосров вместе клянутся отомстить Афрасиабу. В некоторых сказах, повествующих о дальнейших войнах Ирана и Турана, речь о нём не идёт, а в сказе о «Великой войне Кей-Хосрова с Афрасиабом» внук периодически посылает деду послания о своих победах, а после походов возвращается к нему. Когда Афрасиаб наконец попадает в плен, Кей-Кавус и Кей-Хосров оба присутствуют при его казни, а затем возвращаются в Парс. После этого Кей-Кавус умирает, внук хоронит его.